# 鴨仔山
鴨仔山（英語：Ap Tsai Shan/Duckling Hill），又稱魷魚灣山，位於香港西貢將軍澳坑口至魷魚灣一帶的一座小山。原來由坑口村直指至鴨仔灣，但後來鴨頭和鴨頸被平整，成為了今日的富寧花園及厚德邨。 
遊人可在此飽覽將軍澳坑口及寶林一帶景色，而北面可遠眺西貢海牛尾洲吊鐘洲。

## 鄰近山峰
- 鷓鴣山

## 鄰近建築
- 坑口村
- 厚德邨
- 富寧花園
- 新都城
- 景林邨
- 寶林邨